# Las verdades de Perseo
Las verdades de Perseo o Las tres verdades de Perseo es una teoría literaria para determinar la calidad de un texto.  La formuló el profesor canadiense Mark Obee en su libro Sobre la calidad literaria. Según esta teoría, los textos literarios tienen tres verdades para analizar si un texto es literatura de calidad: 
- Verdad factual: Lo que se cuenta. La selección de hechos que forman la narración. Según el propio Mark Obee: Escoger unos hechos u otros marcan definitivamente el resultado final.

- Verdad literaria. Cómo se cuenta. La forma de contar los hechos, las palabras escogidas, el tono, etc.

- Verdad emocional: La capacidad del texto de llegar al lector, de hacerle sentir. Según el profesor Obee:[2] “Incluso si de da el caso de un texto que selecciona los hechos adecuados y elige las palabras precisas pero te no te mueve,[3] no se puede considerar de ninguna manera que sea excelso."

## Origen del nombre
La denominación no se debe exactamente a Perseo, semidiós en la mitología griega, sino a la escultura Perseo con la cabeza de Medusa del escultor renacentista Benvenuto Cellini. De acuerdo con Obee, la escultura representa las tres verdades en lo que representa, en la técnica y en la emoción que transmite.

## Controversias
Desde la aparición del libro en 1967 se han suscitado varias polémicas. 
- Ficción. Muchos autores mantienen es que la teoría solamente es válida para la ficción. Esa era la teoría de Octavio Paz[5] y de otros muchos.

- Simplificación. El libro Sobre la calidad literaria, se extiende durante 224 páginas sobre la calidad literaria y solamente unas pocas páginas detallan la teoría de Perseo o de las verdades de Perseo. Sin embargo esta teoría es la única que ha trascendido.

- Umbral mínimo. Según contaba el profesor de la Universidad de Barcelona Antonio Vilanova, discutiendo este asunto con el profesor José Manuel Blecua Teijeiro, el profesor Blecua expuso que era indispensable establecer un umbral mínimo. Esto es, no basta con que las tres verdades estuvieran equilibradas, existe un mínimo que deberán alcanzar las tres verdades para que el texto pueda ser considerado de calidad.